# WISE J004945.61+215120.0
WISE J004945.61+215120.0 是一顆位於仙女座光譜類型為T8.5的棕矮星，距離地球大約24.1光年。